# O Baiano Fantasma
O Baiano Fantasma é um filme brasileiro de 1984, roteiro e direção de Denoy de Oliveira, foi produzido pela Embrafilme.

## Sinopse
Um nordestino vai para São Paulo esperando melhorar de vida, mas acaba se tornando o cobrador de uma quadrilha que vende proteção pessoal às pessoas. Durante uma cobrança um devedor tem um ataque do coração e morre, sendo que deste momento em diante a polícia tenta capturar o "baiano fantasma".

## Elenco
- José Dumont .... Lambusca
- Regina Dourado .... Zuzu
- Luiz Carlos Gomes .... Antenor
- Rafael de Carvalho .... Chico Peixeira
- Paulo Hesse .... Reméla
- Maracy Mello .... Lindalva
- Júlio Calasso .... Investigador Galo
- Renato Consorte .... comerciante italiano
- Benedito Corsi .... Fanho
- Carlos Bucka .... Toucinho
- Wilma de Aguiar .... mãe de Lindalva
- Sérgio Mamberti .... protegido que sofre ataque cardíaco
- Flávio Porto .... Marujo
- Dani Ulian .... Marreta
- Péricles Campos .... Negão
- Ruthinéia de Moraes .... secretária
- Cleide Paes .... lavadeira
- Bruno Giordano .... garçom

## Prêmios e indicações
Festival de Gramado
- Ganhou três Kikitos de Ouro, nas categorias de melhor filme, melhor diretor e melhor ator (José Dumont).

Festival de Havana
- Ganhou o prêmio de melhor ator (José Dumont).

II Festival de Cinema de Língua Portuguesa
- Ganhou o Troféu de Ouro de Melhor Filme, realizado em Portugal.

Prêmio Governador do Estado de São Paulo
- Ganhou os prêmios de melhor filme, melhor ator (José Dumont), melhor ator coadjuvante (Júlio Calasso) e um prêmio especial a Rafael Carvalho.